# Coleophora balloticolella
Coleophora balloticolella é uma espécie de mariposa do gênero Coleophora pertencente à família Coleophoridae.